# Conogethes
Conogethes là một chi bướm đêm thuộc họ Crambidae.

## Các loài
- Conogethes clioalis (Walker, 1859)
- Conogethes diminutiva Warren, 1896
- Conogethes ersealis (Walker, 1859)
- Conogethes evaxalis (Walker, 1859)
- Conogethes haemactalis Snellen, 1890
- Conogethes mimastis Meyrick, 1897
- Conogethes pandamalis (Walker, 1859)
- Conogethes parvipunctalis Inoue & Yamanaka, 2006[2]
- Conogethes pinicolalis Inoue & Yamanaka, 2006[2]
- Conogethes pluto (Butler, 1887)
- Conogethes punctiferalis (Guenée, 1854)
- Conogethes sahyadriensis Shashank, Kammar, Mally & Chakravarthy, 2018[3]
- Conogethes semifascialis (Walker, 1866)
- Conogethes spirotricha Meyrick, 1934
- Conogethes tenuialalis Chaovalit & Yoshiyasu in Chaovalit, Yoshiyasu, Hirai & Pinkaew, 2019[4]
- Conogethes tharsalea (Meyrick, 1887)
- Conogethes umbrosa Meyrick, 1886